# This Is Not a Test!
This is Not a Test! è il quinto album in studio della rapper statunitense Missy Elliott, pubblicato negli Stati Uniti il 25 novembre 2003 dalle etichette discografiche The Goldmind Inc. ed Elektra Records.

## Il disco
Il produttore principale dell'album è Timbaland, che ha lavorato con Missy sin dal suo primo album. Altri produttori sono Craig Brockman, Nisan Stewart e la stessa Elliott.
L'album ha debuttato alla posizione numero 13 nella Billboard 200, vendendo 143 600 copie nelle prime cinque settimane. In generale, negli Stati Uniti, ha venduto circa 690 000 copie ed è stato premiato con un disco di platino.
This is Not a Test! sembra essere, per la critica, uno dei migliori album di Missy. Rob Sheffield sulla rivista Rolling Stone oltre a onorare l'album con quattro stelline su cinque, scrive: "Il perché la gente sceglie di vivere senza una copia di This is Not a Test! è un mistero". La rivista NME gli dà otto stelline su dieci e l'autore della recensione, Dan Martin, scrive che l'album è "il più azzeccato della carriera".

### Singoli estratti
- Pass That Dutch - pubblicato il 14 ottobre 2003
- I'm Really Hot - pubblicato il 23 marzo 2004

## Tracce
1. Baby Girl Interlude/Intro (featuring Mary J. Blige) - 2:13 - (Melissa Elliott, Timothy Mosley)
2. Bomb Intro/Pass That Dutch - 3:37 - (Elliott, Mosley)
3. Wake Up (featuring Jay-Z) - 4:06 - (Shawn Corey Carter, Elliott, Mosley)
4. Keep It Movin (featuring Elephant Man) - 3:39 - (O'Neil Bryan, Elliott, Mosley)
5. Is This Our Last Time (featuring Fabolous) - 5:26 - (Elliott, Jonathan David Jackson, K. Mack, L. Owens)
6. Ragtime Interlude/I'm Really Hot - 3:31 - (Craig Brockman, Elliott, Mosley)
7. Dats What I'm Talkin About (featuring R. Kelly) - 4:48 - (Brockman, Elliott, R. Kelly, Nisan Stewart)
8. Don't Be Cruel (featuring Monica e Beenie Man) - 4:33 - (Moses Davis, Elliott, Mosley)
9. Toyz Interlude/Toyz - 2:52 - (Brockman, Elliott, Mosley)
10. Let It Bump - 2:50 - (Elliott, Mosley)
11. Pump It Up (featuring Nelly) - 3:05 - (Elliott, Cornell Haynes Jr., Mosley)
12. It's Real - 2:52 - (Brockman, Elliott)
13. Let Me Fix My Weave - 3:59 - (Elliott, Mosley)
14. Spelling Bee Interlude/Spelling Bee - 3:34 - (Elliott, Mosley)
15. I'm Not Perfect (featuring The Clark Sisters) - 3:49 - (Brockman, Elliott, Stewart)
16. Outro (featuring Mary J. Blige) - 1:21 - (Elliott, Mosley)
17. Pass That Dutch (Kao Pass Brothers Remix)(traccia bonus nel Giappone)

## Date di pubblicazione
24 novembre 2003
- Germania
- Regno Unito

25 novembre 2003
- Canada
- Francia
- Giappone
- Stati Uniti[7]